# ألان كينيدي (لاعب كرة قدم أمريكية)
ألان كينيدي (بالإنجليزية: Allan Kennedy)‏ (و. 1958 – م) هو لاعب كرة قدم أمريكية، من كندا، ولد في فانكوفر.

## التعليم
تعلم في جامعة ولاية واشنطن.

## روابط خارجية
- ألان كينيدي على موقع مرجع كرة القدم المحترفة.كوم (الإنجليزية)